# Fjærlandsfjord
Der Fjærlandsfjord ist ein 27 Kilometer langer Nebenarm auf der Nordseite des Sognefjords in Norwegen. Der Fjord liegt vollständig in der Kommune Sogndal in der Provinz Vestland. Namensgeber ist der kleine Ort Fjærland.
Auf der Westseite befinden sich weitere Nebenfjorde: der Esefjord bei Balestrand sowie der Sværa- und der Vetlefjord bei Farnes. Vom Nordende ist auf der Reichsstraße 5 nach fünf Kilometern der Briksdalsbreen zu erreichen, ein Nebengletscher des Jostedalsbreen. Am Südende des Meeresarms, am Sognefjord, verkehrt als Verbindung der Reichsstraßen 55 und 13 eine Fähre zwischen Dragsvik und Hella. Die Fjordufer sind ansonsten größtenteils ohne Straßen.